# Leslie County
Leslie County is een county in de Amerikaanse staat Kentucky.
De county heeft een landoppervlakte van 1.046 km² en telt 12.401 inwoners (volkstelling 2000). De hoofdplaats is Hyden.

## Bevolkingsontwikkeling

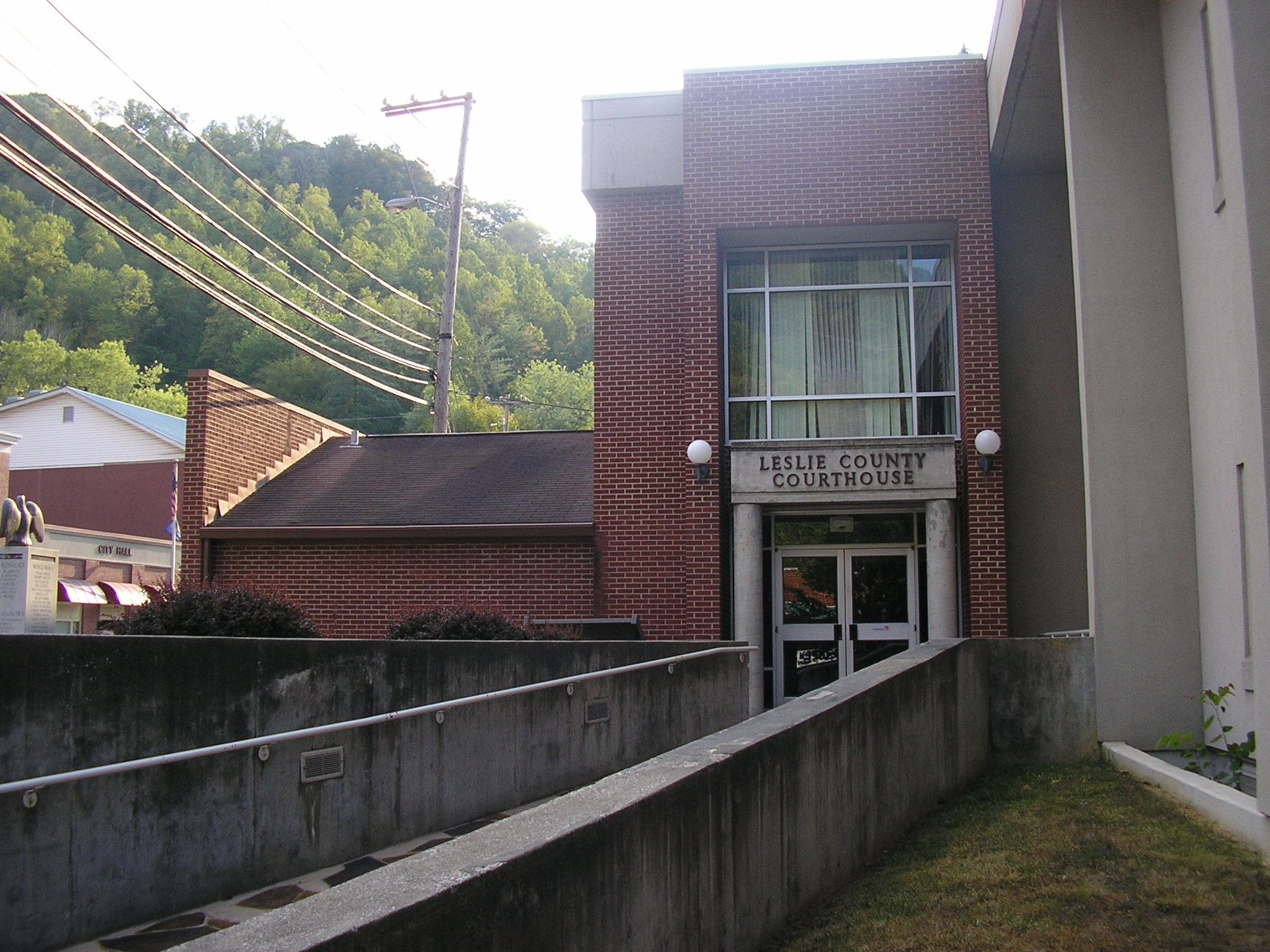
Leslie County Courthouse